# IFPO
De International Foundation for Protection Officers (IFPO) is ontstaan als een non-profitorganisatie in januari 1988 en tracht via opleidingen en een internationaal certificatieprogramma de beveiligingssector te professionaliseren op nationaal, Europees en mondiaal niveau. Men doet dit voor zowel de commerciële als de overheidssector. De IFPO kent wereldwijd zo'n 13.000 leden. IFPO heeft naast de VS afdelingen in de Bahama's, Canada, Europa, Mexico, Trinidad en Tobago en Zuid-Amerika.
Om aan de doelstelling te kunnen voldoen, biedt de IFPO diverse (extra) mogelijkheden, zoals opleidingen die kunnen leiden tot een professioneel lidmaatschap. Men heeft een aantal certificatieprogramma’s ontwikkeld. Het "Certified Protection Officer" (CPO) programma is ontwikkeld voor de specialist. Het "Security Supervision and Management" (CSSM) programma is een security-managementprogramma en is ontwikkeld voor de leidinggevende. Daarnaast zijn er nog aantal programma’s voor de starters in het internationale security-werkveld. Persoonlijk en bedrijfslidmaatschap zijn beiden beschikbaar voor iedereen werkzaam op consultancy- en managementniveau in het security-werkveld.